# Simcha
Simcha (hebrejsky שִׂמְחָה) je ženské nebo mužské křestní jméno hebrejského původu, které znamená „radost“.
Jméno se užívá od středověku. V aškenázské židovské tradici se jména Simcha používá častěji pro chlapce, zatímco v sefardské a izraelské pro dívky (slovo samotné je ženského rodu).

## Nositelé jména
- Simcha Baba – izraelský politik
- Simcha Dinic – izraelský politik a diplomat
- Simcha Erlich – izraelský politik
- Simcha Friedman – izraelský politik
- Meir Simcha z Dvinsku – východoevropský rabín, autor spisu Mešech Chochma

## Nositelky jména
- Simcha Si'ani (שמחה סיאני) – izraelská spisovatelka pro děti